# Hundorp
Hundorp este o localitate situată în partea de sud a Norvegiei în comuna Sør-Fron, din provincia Innlandet. Este localitatea de reședință a comunei, are o suprafață de 0,91 km² și o populație de 583 locuitori (2021). Până la data de 1.1.2020 a aparținut provinciei Oppland. Hundorp a fost centrul de putere al unui regat viking condus de Dale-Guldbrand, acesta din urmă având ferma în apropierea localității de astăzi. Anul jubiliar 2021 a marcat un mileniu de la întâlnirea conducătorului local Dale-Guldbrand cu Sfântul Olaf, moment important în procesul de creștinare al vikingilor norvegieni. Biserica din localitate (cunoscută local sub numele de biserica Sør-Fron), construită în plan octogonal a fost ridicată între anii 1786-1792.